# Soul Asylum
Soul Asylum ist eine US-amerikanische Alternative-Rock-Band, die 1983 in Minneapolis gegründet wurde und 1992 durch ihren Hit Runaway Train bekannt geworden ist.

## Bandgeschichte
Soul Asylum entstand 1983 als Nachfolger der 1981 von Dan Murphy (Gitarre), Karl Mueller (Bass) und Dave Pirner (Schlagzeug) in Minneapolis, Minnesota, gegründeten Band Loud Fast Rules; der Bandname war eine Anspielung auf den lauten und schnellen Hardcore Punk, den die Band spielte. Im Gründungsjahr von Soul Asylum kam Grant Young als Schlagzeuger in die Band; Pirner wechselte dafür an die Gitarre und übernahm den Gesang. Das erste Album der Band Say What You Will, Clarence... ...Karl Sold the Truck erschien 1984 auf dem Indie-Label Twin/Tone Records. Neben den ebenfalls aus den TwinCities stammenden und damals sehr erfolgreichen Bands Hüsker Dü (deren Mitglied Bob Mould das Album produziert hatte) und The Replacements spielte Soul Asylum zunächst nur eine untergeordnete Rolle.
Nach zwei weiteren Veröffentlichungen und Tourneen bekam die Band 1988 einen Plattenvertrag beim Major-Label A&M und veröffentlichte dort zwei Alben, Hang Time und Soul Asylum and the Horse They Rode in On. Diese verkauften sich schlecht und die Band überlegte, sich aufzulösen. Erschwerend kam hinzu, dass sie durch ihren Majorvertrag und ihren langsamen Stilwechsel zu melodischeren Tönen die Reputation im Indie-Rock-Lager verloren hatten. Zeitweise spielten Dan Murphy und Dave Pirner auch bei der Minneapolis Supergroup Golden Smog mit.
1990 erhielt die Band einen neuen Plattenvertrag, diesmal bei Columbia Records. Wegen ihrer vorherigen kommerziellen Erfolglosigkeit gingen Murphy und Pirner als Murphy and Pirfinkle auf eine Akustik-Tour durch Nordamerika, während der sie auch neue Songs schrieben und spielten. Diese Songs wurden für das nächste Album der Band, Grave Dancers Union, aufgenommen, das 1992 erschien. Dieses Album war ein großer kommerzieller Erfolg und wurde mit einigen Platin-Schallplatten ausgezeichnet. Die Single mit dem von Pirner komponierten und getexteten Lied Runaway Train, bei dem mehrere Westerngitarren zum Einsatz kommen, stieg in den US-Charts bis auf Platz 5 auf; das Album stieg in den Albumcharts bis Platz 11. In dem unter der Regie von Tony Kaye entstandenen Musikvideo zu Runaway Train, das sie in fast alle Hitparaden katapultiert hatte, waren Fotos von vermissten Kindern und Jugendlichen zu sehen. Einige der Vermissten wurden tatsächlich wiedergefunden und mit ihren Familien zusammengeführt. 1994 erhielt Soul Asylum für diese Single einen Grammy für den besten Rock-Song. Am 20. Januar 1993 spielte die ins Weiße Haus geladene Band auf der feierlichen Amtseinführung von US-Präsident Bill Clinton  vor 1500 Ehrengästen.
Grant Young stieg nach den Aufnahmen zu Grave Dancers Union aus der Band aus und wurde durch Sterling Campbell ersetzt, der bereits auf dem Album einen Großteil der Schlagzeug-Parts eingespielt hatte. 1995 erschien das Nachfolgealbum Let Your Dim Light Shine, welches sich zwar bis auf Platz 6 der Albumcharts platzieren konnte, aber insgesamt kein so großer Erfolg wie der Vorgänger war. In dieser Zeit machte die Band, insbesondere Dave Pirner wegen seiner Beziehung zu Winona Ryder, auch in anderen Bereichen Schlagzeilen. Wegen dieser Affäre kamen auch Auflösungsgerüchte auf, die sich allerdings nicht bestätigten.
In der Folge wurde es um die Band etwas ruhiger. Sie veröffentlichten ein weiteres Album, eine Best-Of-Sammlung und ein Livealbum. Da sie mit dem Filmregisseur Kevin Smith befreundet sind, waren sie auch auf den Soundtracks seiner Filme, insbesondere Chasing Amy zu hören. Auch zum Soundtrack von Clerks – Die Ladenhüter steuerten sie mit Can’t Even Tell einen eigenen Song bei, außerdem noch den Golden Smog Song Superstar. Dave Pirner brachte 2002 sein erstes und bisher einziges Soloalbum Faces and Names heraus.
2004 wurde bekannt, dass Bassist Karl Mueller an Kehlkopfkrebs litt. In der Folge kam es zu einigen Benefizkonzerten für ihn, damit er seine Arztrechnungen bezahlen konnte. Auf einem dieser Konzerte in Minneapolis im Oktober 2004 spielten einige der berühmtesten Namen der Twin Cities: Paul Westerberg, die Gear Daddies und Bob Mould, der für zwei Songs mit seinem ehemaligen Partner bei Hüsker Dü, Grant Hart, auf der Bühne stand. Da Mueller zum Zeitpunkt des Konzertes in relativ guter Verfassung war, stand er auch mit Soul Asylum auf der Bühne. Später nahmen sie gemeinsam noch ein Album auf; jedoch kehrte der Krebs zurück und Mueller starb im Juni 2005.
Im Juni 2006 erschien das Album The Silver Lining, welches 8 Jahre nach der Veröffentlichung von Candy from a Stranger neues Material enthielt. Das Album wurde noch vor Muellers Tod aufgenommen, so dass die Bassparts noch von ihm eingespielt wurden. Am Schlagzeug arbeitete als neues Mitglied der Band Michael Bland mit.

## Diskografie

### Studioalben
| Jahr | Titel                         | Höchstplatzierung, Gesamtwochen, AuszeichnungChartplatzierungen (Jahr, Titel, Platzierungen, Wochen, Auszeichnungen, Anmerkungen) | Höchstplatzierung, Gesamtwochen, AuszeichnungChartplatzierungen (Jahr, Titel, Platzierungen, Wochen, Auszeichnungen, Anmerkungen) | Höchstplatzierung, Gesamtwochen, AuszeichnungChartplatzierungen (Jahr, Titel, Platzierungen, Wochen, Auszeichnungen, Anmerkungen) | Höchstplatzierung, Gesamtwochen, AuszeichnungChartplatzierungen (Jahr, Titel, Platzierungen, Wochen, Auszeichnungen, Anmerkungen) | Höchstplatzierung, Gesamtwochen, AuszeichnungChartplatzierungen (Jahr, Titel, Platzierungen, Wochen, Auszeichnungen, Anmerkungen) | Anmerkungen                                                                    |
| Jahr | Titel                         | DE | AT | CH | UK | US | Anmerkungen                                                                    |
| ---- | ----------------------------- | --- | --- | --- | --- | --- | ------------------------------------------------------------------------------ |
| 1984 | Say What You Will...          | — | — | — | — | — | Erstveröffentlichung: 24. August 1984                                          |
| 1986 | Made to Be Broken             | — | — | — | — | — | Erstveröffentlichung: 18. Januar 1986                                          |
| 1986 | While You Were Out            | — | — | — | — | — | Erstveröffentlichung: 25. November 1986                                        |
| 1988 | Hang Time                     | — | — | — | — | — | Erstveröffentlichung: 25. April 1988                                           |
| 1990 | And the Horse They Rode in On | — | — | — | — | — | Erstveröffentlichung: 4. September 1990                                        |
| 1992 | Grave Dancers Union           | DE8 Gold · (32 Wo.)DE | AT2 Gold · (21 Wo.)AT | CH4 Gold · (22 Wo.)CH | UK27 Gold · (25 Wo.)UK | US11 ×2Doppelplatin · (76 Wo.)US                                                                                                  | Erstveröffentlichung: 6. Oktober 1992 Charteintritt außerhalb von UK erst 1993 |
| 1995 | Let Your Dim Light Shine      | DE32 (9 Wo.)DE | AT21 (7 Wo.)AT | CH23 (9 Wo.)CH | UK22 (4 Wo.)UK | US6 Platin · (21 Wo.)US | Erstveröffentlichung: 6. Juni 1995                                             |
| 1998 | Candy from a Stranger         | — | — | — | — | US121 (2 Wo.)US | Erstveröffentlichung: 12. Mai 1998                                             |
| 2006 | The Silver Lining             | — | — | — | — | US155 (1 Wo.)US | Erstveröffentlichung: 11. Juli 2006                                            |
| 2012 | Delayed Reaction              | — | — | — | — | US160 (1 Wo.)US | Erstveröffentlichung: 17. Juli 2012                                            |
| 2016 | Change of Fortune             | — | — | — | — | — | Erstveröffentlichung: 18. März 2016                                            |
| 2020 | Hurry Up and Wait             | — | — | — | — | — | Erstveröffentlichung: 17. April 2020                                           |

### Livealben
| Jahr | Titel             | Höchstplatzierung, Gesamtwochen, AuszeichnungChartsChartplatzierungen (Jahr, Titel, Platzierungen, Wochen, Auszeichnungen, Anmerkungen) | Anmerkungen                           |
| Jahr | Titel             | AT | Anmerkungen                           |
| ---- | ----------------- | --- | ------------------------------------- |
| 1994 | Insomniac’s Dream | AT39 (1 Wo.)AT | Erstveröffentlichung: 19. August 1994 |

Weitere Livealben
- 2004: After the Flood: Live from the Grand Forks Prom, June 28, 1997
- 2023: The Complete Unplugged NYC ’93

### Kompilationen
- 1986: Time’s Incinerator
- 1998: The Candy Sampler
- 2000: Black Gold: The Best of Soul Asylum
- 2001: Runaway Train
- 2006: Closer to the Stars: Best of the Twin Tone Years
- 2007: Welcome to the Minority – The A&M Years 1988–1991
- 2011: Playlist: The Very Best of Soul Asylum

### EPs
- 1989: Clam Dip & Other Delights
- 2013: No Fun Intended
- 2020: Born Free

### Singles
| Jahr | Titel Album                               | Höchstplatzierung, Gesamtwochen, AuszeichnungChartplatzierungen (Jahr, Titel, Album, Platzierungen, Wochen, Auszeichnungen, Anmerkungen) | Höchstplatzierung, Gesamtwochen, AuszeichnungChartplatzierungen (Jahr, Titel, Album, Platzierungen, Wochen, Auszeichnungen, Anmerkungen) | Höchstplatzierung, Gesamtwochen, AuszeichnungChartplatzierungen (Jahr, Titel, Album, Platzierungen, Wochen, Auszeichnungen, Anmerkungen) | Höchstplatzierung, Gesamtwochen, AuszeichnungChartplatzierungen (Jahr, Titel, Album, Platzierungen, Wochen, Auszeichnungen, Anmerkungen) | Höchstplatzierung, Gesamtwochen, AuszeichnungChartplatzierungen (Jahr, Titel, Album, Platzierungen, Wochen, Auszeichnungen, Anmerkungen) | Anmerkungen                            |
| Jahr | Titel Album                               | DE | AT | CH | UK | US | Anmerkungen                            |
| ---- | ----------------------------------------- | --- | --- | --- | --- | --- | -------------------------------------- |
| 1992 | Somebody to Shove Grave Dancers Union     | — | — | — | UK32 (6 Wo.)UK | — | Erstveröffentlichung: 5. Mai 1992      |
| 1993 | Runaway Train Grave Dancers Union         | DE4 Gold · (34 Wo.)DE | AT3 Gold · (18 Wo.)AT | CH2 (28 Wo.)CH | UK7 Silber · (19 Wo.)UK | US5 ×2Doppelplatin · (26 Wo.)US | Erstveröffentlichung: 1. Juni 1993     |
| 1993 | Without a Trace Grave Dancers Union       | DE44 (11 Wo.)DE | — | — | — | — | Erstveröffentlichung: 1993             |
| 1994 | Black Gold Grave Dancers Union            | — | — | — | UK26 (4 Wo.)UK | — | Erstveröffentlichung: 10. Januar 1994  |
| 1995 | Misery Let Your Dim Light Shine           | DE75 (6 Wo.)DE | — | — | UK30 (3 Wo.)UK | US20 (14 Wo.)US | Erstveröffentlichung: 3. Juli 1995     |
| 1995 | Just Like Anyone Let Your Dim Light Shine | — | — | — | UK52 (1 Wo.)UK | — | Erstveröffentlichung: 2. Dezember 1995 |
| 1996 | Promises Broken Let Your Dim Light Shine  | — | — | — | — | US63 (5 Wo.)US | Erstveröffentlichung: 17. Februar 1996 |

Weitere Singles
- 1985: Tied to the Tracks
- 1988: Sometime to Return
- 1988: Cartoon
- 1988: Standing in the Doorway
- 1990: Spinnin’
- 1990: Easy Street
- 1993: Summer of Drugs
- 1993: Sexual Healing
- 1994: Can’t Even Tell
- 1998: I Will Still Be Laughing
- 1998: Close
- 2006: Stand Up and Be Strong
- 2012: Gravity
- 2016: Supersonic
- 2016: Doomsday
- 2020: Dead Letter
- 2020: If I Told You
- 2020: Got It Pretty Good

### Musikvideos
- Black Gold
- Easy Street
- I Will Still Be Laughing
- Just Like Anyone
- Misery
- Promises Broken
- Runaway Train
- Without a Trace
- Somebody to Shove

## Auszeichnungen für Musikverkäufe
| Goldene Schallplatte - Australien - 1993: für die Single Runaway Train - Neuseeland - 1995: für das Album Let Your Dim Light Shine - Schweden - 1993: für die Single Runaway Train | Platin-Schallplatte - Neuseeland - 1994: für das Album Grave Dancers Union - 2022: für die Single Runaway Train 2× Platin-Schallplatte - Kanada - 1993: für das Album Grave Dancers Union - 1995: für das Album Let Your Dim Light Shine - 2021: für die Single Runaway Train |

Anmerkung: Auszeichnungen in Ländern aus den Charttabellen bzw. Chartboxen sind in ebendiesen zu finden.
| Land/RegionAuszeichnungen für Musikverkäufe (Land/Region, Auszeichnungen, Verkäufe, Quellen) | Silber  | Gold     | Platin       | Verkäufe  | Quellen           |
| -------------------------------------------------------------------------------------------- | ------- | -------- | ------------ | --------- | ----------------- |
| Australien (ARIA)                                                                            | —       | Gold1    | —            | 35.000    | aria.com.au       |
| Deutschland (BVMI)                                                                           | —       | 2× Gold2 | —            | 500.000   | musikindustrie.de |
| Kanada (MC)                                                                                  | —       | —        | 6× Platin6   | 560.000   | musiccanada.com   |
| Neuseeland (RMNZ)                                                                            | —       | Gold1    | 2× Platin2   | 52.500    | radioscope.co.nz  |
| Österreich (IFPI)                                                                            | —       | 2× Gold2 | —            | 50.000    | ifpi.at           |
| Schweden (IFPI)                                                                              | —       | Gold1    | —            | 25.000    | ifpi.se           |
| Schweiz (IFPI)                                                                               | —       | Gold1    | —            | 25.000    | hitparade.ch      |
| Vereinigte Staaten (RIAA)                                                                    | —       | —        | 5× Platin5   | 5.000.000 | riaa.com          |
| Vereinigtes Königreich (BPI)                                                                 | Silber1 | Gold1    | —            | 300.000   | bpi.co.uk         |
| Insgesamt                                                                                    | Silber1 | 9× Gold9 | 13× Platin13 |           |                   |